# Forūdgāh-e Semnān
Forūdgāh-e Semnān (persiska: فرودگاه سمنان) är en flygplats i Iran.   Den ligger i provinsen Semnan, i den centrala delen av landet, 190 km öster om huvudstaden Teheran. Forūdgāh-e Semnān ligger 1 122 meter över havet.
Terrängen runt Forūdgāh-e Semnān är platt åt sydväst, men åt nordost är den kuperad.Runt Forūdgāh-e Semnān är det glesbefolkat, med 11 invånare per kvadratkilometer. Närmaste större samhälle är Semnān, 9,5 km väster om Forūdgāh-e Semnān. Trakten runt Forūdgāh-e Semnān är ofruktbar med lite eller ingen växtlighet.